# Colobocephalus
Colobocephalus är ett släkte av snäckor som beskrevs av Sars 1868. Colobocephalus ingår i familjen Diaphanidae.
Släktet innehåller bara arten Colobocephalus costellatus.